# Spiculata loebbeckeana
Spiculata loebbeckeana är en snäckart som först beskrevs av Wienkauff 1881.  Spiculata loebbeckeana ingår i släktet Spiculata och familjen Ovulidae. Inga underarter finns listade i Catalogue of Life.